# 앤 모건

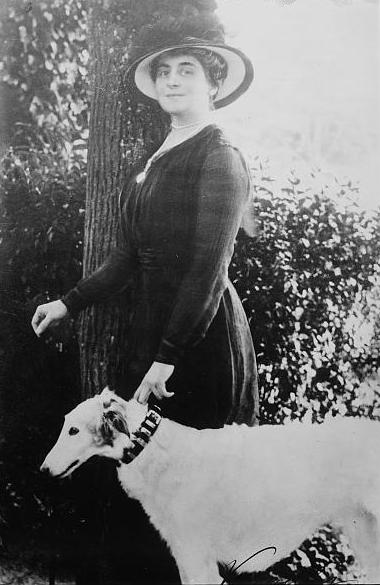
앤 모건

앤 트레이시 모건(영어: Anne Tracy Morgan, 1873년 7월 25일 ~ 1952년 1월 29일)은 미국의 자선가이다. 자신의 아버지인 J.P. 모건이 축적했던 막대한 재산을 통해 성장한 앤 모건은 개인적인 교육을 받으면서 수많은 여행을 다녔으며 제1차 세계 대전과 제2차 세계 대전 전후에 프랑스에 대한 구호 활동을 전개했다.

## 생애
앤 모건은 1873년 7월 25일에 뉴욕 하일랜드폴스에 위치한 가족의 소유지인 크랙스턴(Cragston)에서 태어났는데 J.P. 모건과 프랜시스 루이자 트레이시 모건 부부 사이에서 태어난 4명의 남매들 가운데 막내에 해당한다. 1903년에는 실내 건축가이자 사교계 명사인 엘지 디울프, 영화 제작자인 엘리즈 마버리와 함께 프랑스 베르사유 인근에 위치한 빌라 트리아농을 공동 소유했다. 앤 모건은 자신의 절친인 디울프가 실내 장식 분야에서 경력을 개척하는 데에 도움을 주었다고 전해진다. 앤 모건은 디울프, 마버리와 함께 프랑스에서 살롱을 운영하면서 "베르사유의 3거두"로 알려지게 된다. 1903년에는 플로렌스 저프레이 해리먼과 함께 미국 뉴욕에 위치한 최초의 여성 사교 클럽인 콜로니 클럽의 설립 과정에 참여했다.
앤 모건은 1910년경부터 노동 조합 운동가로 활동했고 뉴욕에서 파업을 진행하고 있던 의류업계 여성 근로자들을 적극 지원했다. 앤 모건을 비롯한 사회 계층 출신의 부유한 여성들은 노동자들과 함께 피켓을 들고 파업에 동참했고 파업 노동자들에 대한 재정적인 지원을 단행했다. 앤 모건은 1912년에 엘리노어 롭슨 벨먼트와 함께 불필요한 선물을 근절하기 위한 협회를 설립했다. 1915년에는 국립 사회 과학원으로부터 메달을 받았고 같은 해에 소설 《미국인 소녀》(American Girl)를 출판했다.
1917년부터 1921년까지 프랑스에서 인도주의 단체인 프랑스의 미국인 친구들을 운영한 앤 모건은 제1차 세계 대전의 피해를 입은 민간인에 대한 인도적 지원과 의료 서비스 제공, 집을 잃은 가족들에 대한 기본적인 주택 제공, 어린이들을 위한 캠프 활동, 도서관 설립 사업에 적극 참여했다. 콜로니 클럽을 설립한 이후에 여성의 고용과 경험에 관한 관심을 가졌던 앤 모건은 1921년에 미국 여성 협회를 설립하고 노동자 여성들에게 "여성의 직업에서 야망, 용기, 역량을 가질 것"을 호소했다. 앤 모건은 어떠한 여성도 대기업의 사장이 될 수 있는 환경을 갖추지 못했던 당시의 사회상에서 "언젠가는 그러한 여성들이 많이 생겨날 것이지만 진화 과정이 필요할 뿐이다."라는 입장을 밝혔다.
앤 모건은 1930년까지 뉴욕에서 진행된 미국 여성 협회의 대규모 건물을 건립 사업에 참여했다. 옥상 정원, 수많은 시술소, 회의실, 주거 공간을 갖춘 이 건물은 "미국에서 가장 훌륭한 수영장 가운데 하나를 갖고 있으며 몸을 만들기 위한 모든 시설을 갖춘 산부인과 시설을 갖추고 있다."라는 평가를 받았다. 1932년에는 미국 출신 여성으로는 최초로 프랑스의 레지옹 도뇌르 훈장을 받았고 1939년에는 제2차 세계 대전의 피난민을 지원하기 위해 프랑스에서 인도주의 활동을 진행했다.
앤 모건은 생전에 당대의 많은 사교계 인사들과 유명 인사들과의 교류가 많았다고 한다. 특히 콜 포터, 펄 벅, 살바도르 달리, 캐서린 헵번을 비롯한 문화계 인사들과의 교류를 통해 요리법을 전수받았고 1940년에는 프랑스의 미국인 친구들을 지원하기 위한 차원에서 요리책인 《전문 요리의 집》(Spécialités de la Maison)을 출간하게 된다. 1952년 1월 29일에 뉴욕주 마운트키스코에서 향년 78세를 일기로 사망했다.